# 周漾玥
周漾玥（英文:Queen，2007年9月25日－）深圳童星，歌手，兒童演員，為深圳星概念培訓的童星，曾參演電視劇及音樂劇，更參與過不少的綜藝節目。 2017年10月，主演湖南電視台電視劇頻道《小戲骨》欄目的翻拍片《紅樓夢》，并凭林黛玉一角受到觀衆關注。

## 演出作品

### 電視劇
| 首播   | 劇名                         | 角色   | 備註   |
| 2015年 | 且行且珍惜                   | 晨晨   |        |
| 2017年 | 小戲骨紅樓夢之劉姥姥進大觀園 | 林黛玉 |        |
| 2023年 | 山有木兮木有心               | 新月   | 網絡劇 |

### 電影
| 首映   | 劇名 | 角色 | 備註     |
| 2024年 | 兽王 |      | 網絡電影 |